# 红峰乡 (金阳县)
红峰乡，是中华人民共和国四川省凉山彝族自治州金阳县曾经下辖的一个乡。2021年1月12日，撤销红峰乡，其所属行政区域为天地坝镇的行政区域。

## 行政区划
红峰乡撤销前下辖以下地区：
显威村、马桑坪村、安普村和五星村。